# حمو محال
حمو محال  (1969 المغرب) هو لاعب كرة قدم مغربي.